# Kukizów
Kukizów (ukr. Кукезів) – wieś (dawniej miasteczko) na Ukrainie w obwodzie lwowskim, w rejonie lwowskim (wcześniej w rejonie kamioneckim). Liczy 386 mieszkańców.
Prywatne miasto szlacheckie lokowane w 1538 roku położone było w XVI wieku w województwie ruskim. Własność Herburtów w połowie XVI wieku, położone było w powiecie lwowskim ziemi lwowskiej.

## Historia
Pierwsze wzmianki o miejscowości Kukizów odnotowano w 1438 r. Nazwa została nadana od nazwiska Kukiz, które może pochodzić z języków orientalnych (turecko-tatarskich) i zostało przyswojone do języków słowiańskich. Klucz w herbie symbolizuje klucz św. Piotra.
Pod koniec XV w. wieś należała do rodziny Herbutów, w 1502 r. Aleksander Jagiellończyk w nagrodę za wierną służbę Fryderyka Herbuta przeniósł wieś z prawa polskiego i ruskiego na magdeburskie. W 1538 r. Zygmunt I Stary nadał prawa miejskie wsi. Wprowadzono także targi tygodniowe i dwa jarmarki w roku aby miasto mogło się rozwijać.
Na przełomie XVI/XVII w. Kukizów wszedł w posiadanie hetmana Stanisława Żółkiewskiego. Po bezpotomnej śmierci syna hetmana dobra przypadły córce Zofii, a następnie wnuczce Teofili, która wyszła za mąż za Jakuba Sobieskiego. Po matce miasteczko odziedziczył Jan III Sobieski. Uczynił on z miasta swoją rezydencję i wybudował pałac ukończony w stanie surowym w 1690 r. Po nim dobra przejął syn Konstanty, który odnowił prawa magdeburskie. W tym czasie Kukizów nazywany był także Krasnym Ostrowem. Po śmierci Konstantego Kukizów przypadł najstarszemu synowi Jana Sobieskiego - Jakubowi. W 1740 r. jego córka Maria Karolina sprzedała miasto Michałowi Radziwiłłowi.
Pretensje do dóbr kupionych przez Radziwiłła zgłosił Jan Tarło, wojewoda sandomierski, który pożyczył Jakubowi spore pieniądze pod hipotekę. Sąd rozstrzygnął spór na korzyść Radziwiłła, jednak Tarło siłą zajął kilka miast w tym Kukizów. Radziwiłł ruszył jednak z wojskami by odbić swoje włości i dwukrotnie pokonał najemników Tarły pod Kukizowem. Po Michale miasto odziedziczył Karol Stanisław Radziwiłł, który ze względu na długi sprzedał miasto w 1764 r. ks. Annie Jabłonowskiej.
Po bezpotomnej śmierci Anny, jej rodzina w 1810 r. sprzedała Kukizów Gerwazemu Werszowiczowi Strzeleckiemu. Po nim miasto przejął jego syn Jan a następnie wnuk Aleksander. Ten będąc nie najlepszym gospodarzem sprzedał w 1904 r. kilka majątków w Kukizowie pozostając współwłaścicielem miasta. 
W latach 1920–1944 Kukizów leżał w powiecie lwowskim w woj. lwowskim w gminie Jaryczów Stary. Po wojnie miasteczko weszło w skład ZSRR.
Według wyników Spisu Powszechnego w 1921 r. w Kukizowie mieszkało 314 Polaków, 423 Ukraińców i 5 Żydów, spis w 1931 r. wykazał 723 mieszkańców ok. 59% Ukraińców, 35% Polaków, 6% Żydów. 
W 1939 r. po agresji Sowietów na Polskę, zlikwidowano klasy z polskim językiem nauczania i nauka była prowadzona tylko w języku ukraińskim. 10 lutego 1940 większość Polaków - właścicieli majątków w Kukizowie zostało wywiezionych na Syberię. Podczas okupacji niemieckiej pod koniec 1941 r. kilkudziesięciu kukizowskich Żydów zostało zabranych do getta we Lwowie.
Od stycznia 1944 r. banderowcy realizując plan eksterminacji polskiej ludności w Małopolsce Wschodniej dokonywali pojedynczych napadów na Polaków w Kukizowie. Do czerwca zginęło w sumie ok. 12 osób. Wiosną 1944 r. Armia Krajowa w związku z dużym zagrożeniem napadem UPA podjęła decyzję o ewakuacji Polaków z okolicznych miejscowości. Polscy mieszkańcy Kukizowa pod eskortą zostali ewakuowani do Biłki Królewskiej, po drodze doszło do potyczki z upowcami, ale nikt nie zginął.
W Kukizowie urodził się w 1880 Jan Dąbski – polski działacz ludowy i polityk, dziennikarz, uczestnik rokowań z Rosją Radziecką w Rydze, kierownik Ministerstwa Spraw Zagranicznych. 

## Pałac
- pałac wybudowany w XVII w. przez króla Polski Jana III Sobieskiego istniał do XIX w.[4]
- dwór wybudowany w 1833 r. przez Jana Strzeleckiego[4]